# Yên Bình, Ý Yên
Yên Bình là một xã thuộc huyện Ý Yên, tỉnh Nam Định, Việt Nam.

## Địa lý - Hành chính
Xã nằm cách thành phố Nam Định 17 km, cách thành phố Ninh Bình 14 km, nằm trên trục Quốc lộ 38B nối từ Hải Dương tới Ninh Bình.
Địa giới hành chính xã phía Đông giáp Yên Minh, phía Nam giáp xã Yên Dương, Yên Khánh; phía Tây giáp xã Yên Chính; phía Bắc giáp xã Yên Lợi.
Toàn xã có diện tích 9,1 km², dân số 7.709 người.

## Nhân vật nổi bật
- Đinh La Thăng sinh tại Thôn An Cừ, xã Yên Bình, huyện Ý Yên, tỉnh Nam Định (Chức vụ: Ủy viên trung ương Đảng, Bộ trưởng Bộ trưởng giao thông).